# 골다공증
골다공증(osteoporosis)은 골강도의 감소가 골절의 위험을 높이는 질환이다. 골다공증은 노인 골절의 가장 흔한 원인이다. 흔히 부러지는 뼈에는 척추 뼈, 팔뚝 뼈, 엉덩이 뼈 등이 있다. 실제 골절이 일어나기 전에는 보통 아무런 증상이 나타나지 않는다. 뼈는 사소한 스트레스나 자발적으로 부러질 수 있는 정도로 약해진다. 골절 이후에 만성적인 통증이 오거나, 일상적인 활동 수행 능력이 저하될 수 있다.
골다공증은 골 부피가 정상 수치보다 낮거나, 골소실이 많이 일어나서 생길 수 있다. 폐경 이후에 에스트로겐 수치가 낮아져서 골소실이 증가한다. 골다공증은 또한 알코올 중독, 거식증, 갑상선 기능 항진증, 신장 질환, 그리고 난소의 외과적 절제와 같은 질환이나 치료에 의해 발생할 수 있다. 항암제, 화학 요법, 양성자 펌프 억제제(PPI), 선택적 세로토닌 재흡수 억제제(SSRI), 포도당 내성 억제제 등의 일부 약물은 골소실을 증가시킨다. 운동 부족과 흡연 또한 위험 요인이다. 젊은 성인의 골밀도보다 표준 편차의 2.5배 이상 낮을 때, 즉 T-점수가 -2.5 이하일 때 골다공증으로 정의된다. 이는 일반적으로 고관절에서의 이중 에너지 X선 흡광 광도계로 측정된다.
골다공증을 예방하는 방법에는 소아기에 적절한 식이를 하는 것과 골다공증을 유발하는 약물을 피하는 것이 있다. 골다공증 환자들은 골절을 예방하기 위해 적절한 식이, 운동, 그리고 넘어지는 것을 피해야 한다. 금연, 금주와 같은 생활 습관 변화 또한 도움이 될 수 있다. 디소디움에티드로네이트 약물은 골다공증에 의한 골절 경험이 있는 환자들에게 효과가 있다. 골다공증은 있지만, 이로 인한 골절 경험이 없는 환자에게는 디소디움에티드로네이트 약물의 효능이 떨어진다.
골다공증은 나이가 들수록 흔해진다. 50대의 백인들에서는 약 15%가, 70대의 백인들에서는 80% 이상이 골다공증의 영향을 받는다. 골다공증은 남성보다 여성에서 더 흔하게 발견된다. 선진국에서는 진단 방법에 따라서 2%에서 8%의 남성이, 9%에서 38%의 여성이 영향을 받고 있다. 개발도상국에서의 유병률은 아직 정확히 밝혀지지 않았다. 2010년에 EU의 여성 약 2200만 명과 남성 약 550만 명이 골다공증을 가진 것으로 나타났다. 미국에서는 2010년에 여성 800만 명, 남성 100에서 200만 명이 골다공증을 앓았다. 백인과 동양인이 다른 인종에 비해 더 많은 리스크를 가진다.

## 역학
생활 수준이 향상하고 의학이 발전하여 평균 수명이 길어지면서, 노인 인구가 증가함에 따라 골다공증은 계속 증가나고 있다. 퇴행성 골다공증은 주변에서 흔히 볼 수 있는 것으로, 미국의 경우 전체 인구의 10%가 골다공증에 의해 골격 부피가 줄어들어 있음이 보고되고 있고, 해마다 골다공증에 의한 골절환자의 발생률이 늘면서 연간 의료비도 계속 늘어나고 있는 추세이다. 동양 여성의 경우 골밀도가 서양 여성에 비해 낮고, 폐경기 여성의 절반 정도가 척추골절을 보이고 있고, 칼슘 섭취가 낮고, 육체적 활동이 서양여성에 비해 적은 것으로 미루어 보아 서양보다 더 큰 문제가 될 것으로 예상할 수 있다.

## 징후 및 증상
골다공증 자체에는 증상이 없다. 주요 결과는 골절 위험이 증가한다는 것이다. 골다공증성 골절은 건강한 사람들이 정상적으로는 일어날 수 없는 상황에서 발생하고, 따라서 취약성 골절로 간주된다. 전형적인 취약성 골절은 척추, 갈비뼈, 고관절 및 손목에서 발생한다.

## 발생 요인
골다공증은 다음과 같은 요인에 따라 일어난다.
- 인구학적 요인: 연령, 체중, 신장, 경제수준, 학력, 가사활동 등
- 여성관련 요인: 초경연령, 폐경 및 폐경 연령, 임신횟수, 수유방법, 수유기간, 피임약 복용 등
- 생활양식 및 내과적 질환 등의 요인: 모계 가족력, 흡연, 과다한 음주와 카페인 섭취, 적은 칼슘 섭취, 운동부족, 특정 약물의 장기적 복용

정상적인 뼈는 파골세포에 의한 골 흡수와 그에 따른 조골세포에 의한 새로운 골기질 형성, 그 이후의 무기질화 과정이 끊임없이 반복적으로 일어나는 활발한 대사 기관으로, 평균적인 뼈의 대사과정은 3~4개월의 주기를 가진다. 출생하고 성장기를 지나 성인이 될 때까지 뼈 생성이 뼈 흡수보다 많아서 골량은 점점 증가하게 되며, 30대에 최대의 골량을 형성하게 된다. 그 이후 연령이 증가하면서 뼈의 형성보다는 흡수가 늘면서 해마다 0.4~2%의 골밀도가 줄어들게 된다. 특히, 여성의 경우, 폐경 후 에스트로겐이 감소하면서 파골세포에 의한 뼈 흡수가 폐경 전에 비해 매우 많아져 해마다 1~5%의 빠른 뼈 손실을 겪게 된다.

## 발병

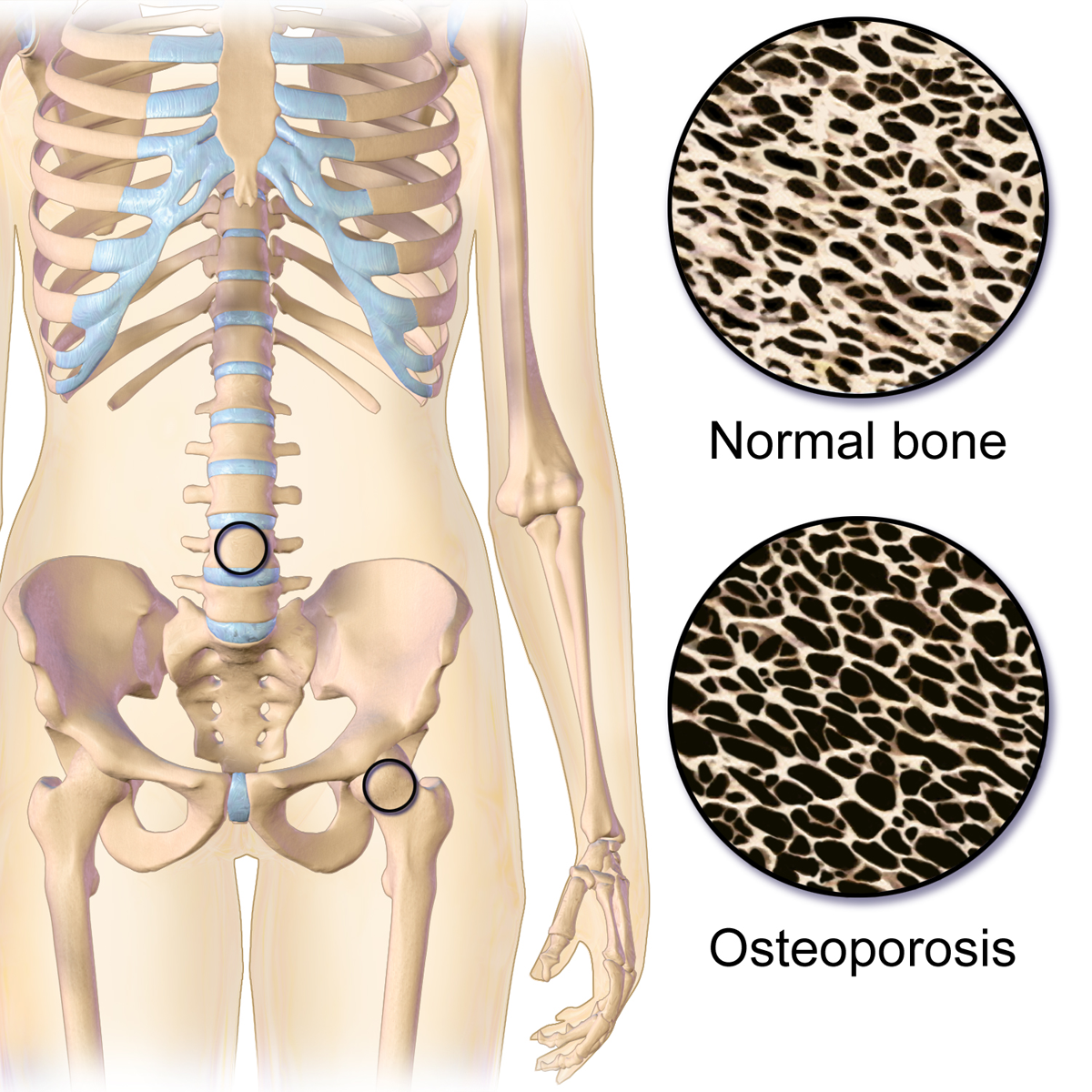

골다공증의 모든 경우에 근본적인 메커니즘은 뼈의 재흡수와 뼈 형성 사이의 불균형이다. 정상적인 뼈에서, 뼈의 매트릭스 리모델링은 일정하다; 모든 뼈 덩어리의 최대 10%는 언제든지 리모델링을 받을 수 있다. 이 과정은 1963년 프로스트 & 토마스가 처음 설명한 뼈 다세포 단위(BMU)에서 일어난다. 골격세포는 뼈의 매트릭스를 저하시키기 위해 전사 인자 PU.1에 의해 보조되고 골격세포는 뼈 매트릭스를 재구성한다. 골격이 골격을 재건하는 것보다 골격이 더 빨리 골격을 저하시킬 때 골밀도가 낮아질 수 있다.
골다공증이 발달하는 세 가지 주요 메커니즘은 골수 골격 질량 부족(골격은 성장 중에 질량과 강도가 불충분해짐), 골격 재흡수, 리모델링 중 신골의 부적절한 형성이며, 골수 아디포지트 혈통을 향해 MSC가 편향되어 있기 때문일 가능성이 높다. 이 세 가지 메커니즘의 상호작용이 연약한 뼈 조직의 발달을 뒷받침한다. 호르몬 요인은 뼈의 재흡수 속도를 강하게 결정하며, 에스트로겐의 부족(예: 폐경 결과)은 뼈의 재흡수를 증가시킬 뿐만 아니라 일반적으로 체중을 지탱하는 뼈에서 일어나는 새로운 뼈의 침적을 감소시킨다. 이 과정을 억제하는 데 필요한 에스트로겐의 양은 자궁과 가슴선을 자극하는 데 보통 필요한 양보다 적다. 에스트로겐 수용체의 α 형태는 뼈의 회전율을 조절하는데 가장 중요한 것으로 보인다. 칼슘대사는 에스트로겐 외에도 뼈의 회전에도 상당한 역할을 하며, 칼슘과 비타민D의 결핍은 뼈의 퇴적에도 장애를 가져온다. 또한 부갑상선은 부갑상선 호르몬(Parathormone, PTH)을 분비하여 칼슘을 충분히 섭취할 수 있도록 하여 낮은 칼슘 수준에 반응한다.
골세포의 활성화는 다양한 분자 신호에 의해 조절되며, 그 중 RANKL(핵 인자 카파-B 리간드의 수용기 활성화제)은 가장 잘 연구된 것 중 하나이다. 이 분자는 골세포와 다른 세포(예: 림프구)에 의해 생성되며, RANK(핵인자 κB의 수용체 활성화제)를 자극한다. OPG(Ostoprotegerin)는 RANKL을 RANK에 바인딩할 기회를 갖기 전에 바인딩하고, 따라서 뼈의 재흡수를 증가시키는 능력을 억제한다. RANKL, RANK 및 OPG는 종양 괴사 인자 및 그 수용체와 밀접하게 관련되어 있다. 윈트 신호전달 경로의 역할은 인정되지만 잘 이해되지는 않는다. 이코사노이드와 인터루킨의 국소 생산은 뼈의 회전율 규제에 참여하는 것으로 생각되며, 이러한 중재자의 과잉 생산이나 감소는 골다공증의 발달을 뒷받침할 수 있다.
삼각골(또는 취소골)은 긴 뼈와 척추 끝에 있는 스펀지 같은 뼈다. 피질골은 뼈의 단단한 외피와 긴 뼈의 중간이다. 골육종과 골육종이 뼈 표면에 서식하기 때문에, 삼엽골은 더 활발하고 뼈의 이직과 리모델링의 대상이 된다. 골밀도가 떨어질 뿐만 아니라 뼈의 마이크로아키텍처도 차질을 빚고 있다. 삼엽 골절("마이크로크랙스")의 약한 척추들은 더 약한 뼈로 대체된다. 일반적인 골절 부위인 손목, 엉덩이, 척추는 상대적으로 사골과 피질골 비율이 높다. 이들 부위는 강도에 따라 사골에 의존하기 때문에 강도 높은 리모델링은 리모델링이 불균형할 때 이들 부위가 가장 퇴화하게 한다. 30-35세 전후, 취소 또는 삼두골 손상이 시작된다. 여성은 50%까지 잃을 수 있는 반면 남성은 30% 정도 잃을 수 있다.

## 위험 인자
골다공증의 위험 인자는 크게 교정 불가능 인자와 교정 가능 인자로 나눌 수 있다. 그리고 골다공증은 특정 질환들의 합병증으로 나타날 수 있다. 약물 치료의 경우에는 이론적으로는 교정 가능 인자이지만, 대부분의 경우 골다공증의 위험을 증가시키는 약물의 복용이 불가피하다. 카페인은 골다공증의 위험 인자가 아니다. 골다공증은 남성보다 여성이 취약하다.
교정 불가능 인자
- 나이(고령)
- 성별(여성): 폐경이후의 에스트로겐 부족 또는 수술에 의한 난소의 제거는 뼈의 무기질 밀도의 급격한 감소와 상관관계가 있다. 남성에서는 테스토스테론 수치의 감소도 비슷한 영향을 미치만 그 중요성이 덜 강조되고 있다.[12][12]
- 엉덩관절 골절의 모계 가족력
- 출생시 저체중
- 골다공증성 경향을 가진 질환의 이환
- 인종: 골다공증은 모든 인종에서 일어나지만, 유럽계나 동양인이 더 많이 걸리는 경향이 있다.[13]
- 유전: 골절이나 골다공증의 가족력이 있는 사람이 더 높은 위험을 갖는다. 골절과 낮은 골밀도는 25%에서 80%의 높은 유전 가능성을 갖는다. 적어도 30개 이상의 유전자가 골다공증의 발달과 연관이 있다.[14]
- 골절 경험: 골절의 경험이 있는 사람은 성별, 나이가 같은 사람보다 또 다른 골절을 경험할 가능성이 두 배 이상 높다.[15]
- 체격: 체격이 작은 사람이 골다공증을 경험할 가능성이 더 높다.[16]

교정 가능 인자
- 자주 넘어짐
- 마른 사람(BMI < 21kg/m²)/활동을 많이 하지 않는 사람: 뼈재구성은 물리적인 스트레스에 의해 일어난다. 따라서 활동을 많이 하지 않으면 골소실이 일어난다. 체중부하 운동은 청소년기 최고 골밀도를 높일 수 있으며, 골강도와 근육의 강도는 높은 상관관계가 있다.[17] 따라서 저체중인 경우에 골다공증에 더 높은 위험이 있다.[18]
- 약물 치료(특히 비타민 D 불활성화를 일으키는 스테로이드 계통, 항경련제 계통의 약물)
- 원발성 혹은 이차성 무월경
- 조기 폐경
- 흡연: 흡연이 뼈의 건강 악화와 연관이 있다는 연구결과는 많았지만, 그 기전은 불분명하다. 흡연이 조골세포(osteoblast)의 활성을 억제하며, 골다공증의 독립적인 위험 인자라고 제시되어왔다.[19] 흡연은 또한 외인성 에스트로겐의 분해, 체중 감소, 그리고 이른 폐경을 일으키는데, 이들은 모두 낮은 골염밀도의 원인이 된다.[3]
- 과도한 음주: 술을 조금 섭취하는 것은 골밀도를 높여서 이로울 수 있지만, 만성적인 과음은 골절 위험을 높일 수 있다.[19][20]
- 영양실조: 영양섭취는 좋은 뼈를 유지하기 위해 중요하고 복잡한 역할을 수행한다. 확인된 위험 인자로는 칼슘, 인, 마그네슘, 아연, 붕소, 철분, 불소, 구리, 비타민A, K, E, C의 섭취 부족이 있다. 나트륨의 과도한 섭취도 위험 인자이다. 혈액의 산도가 높은 것은 뼈에 안좋은 영향을 미치는 것으로 알려져 있고, 식이와 관련이 있을 수 있다.[21] 단백질 섭취가 적은 경우에는 골밀도에 긍정적인 영향을 준다는 연구와 부정적인 영향을 준다는 연구가 모두 있었다. 오메가6 지방산과 오메가3 지방산의 불균형 또한 위험 인자로 분류된다.[22]
- 비타민 D 결핍[23][24]: 비타민D의 결핍은 노인들 사이에서 흔하다. 비타민D의 부족은 부갑상선호르몬(parathyroid hormone, PTH) 증가와 연관이 있다. PTH는 골흡수를 증가시켜서 골소실을 일으키므로 골염밀도와는 음의 상관관계가 있다. 혈청 내 1,25-디히드록시콜레칼시페롤 수치와 골염밀도는 양의 상관관계가 있다.[3]

## 분류
골다공증은 원발성과 속발성으로 분류되며 원발성은 폐경 후 골다공증과 노인성 골다공증으로 나뉜다.
폐경 후 골다공증(제 1형 골다공증)은 여성에서 폐경 이후 에스트로겐 결핍에 의해 일어나는 골다공증으로, 주로 소주골이 줄어들며, 골밀도는 폐경하고 난 뒤 해마다 5% 정도 줄어들고 70세까지 폐경 전 수준의 50%까지 줄어들 수 있다. 반면에 노인성 골다공증(제 2형 골다공증)은 노화와 관련된 변화로 남성과 여성 모두에게서 일어나고 서서히 오래 진행된다.
속발성 골다공증은 류마티스 관절염, 신부전, 내분비 질환(성선 기능 저하증, 갑상선 기능 항진증, 쿠싱 증후군, 부갑상선 기능 항진증 등의 질환이 있을 때나 스테로이드, 제산제, 갑상선 치료제 등을 장기간 복용했을 때 이차적으로 발생한다. 최대 골용적은 후속하는 골절 위험의 결정에서 중대한 요소이며 이것은 유전적 요인과 환경적 요인을 가진다.

## 예방
골다공증은 골절 한계치 이하로 골밀도가 줄어들어 조그마한 충격에도 골절을 일으킬 수 있고, 고령의 경우 골절이 사망의 주요 원인이 되므로 예방이 매우 중요한 질환이다. 그러나, 대부분의 골다공증 환자는 골절이 일어날 때까지 뚜렷한 증상이 없이 서서히 진행되기 때문에 효과적인 치료시기를 놓치는 경우가 많다.
게다가 골다공증에 영향을 줄 수 있는 관련 질환들과 약물사용 등은 골다공증을 가속화시킬 수 있다. 골다공증은 먼저 일차적인 위험 요인과 질환을 찾아 치료해야 하지만 골다공증 발생과 관련되는 위험 요인 중 유전적, 선천적 생식관련 요인의 교정은 불가능하고 생활양식의 변화를 통한 환경적 요인은 수정할 수 있기 때문에 조절 가능한 발생위험 요인이 높은 사람에게는 교육을 통하여 이를 알고 실천하도록 하는 것이 중요하다.
적절한 운동과 스트레스는 성장기 때 골화를 촉진시키고 골절의 치유를 빠르게 할 뿐만 아니라 골다공증의 속도를 늦추는 데에도 매우 효과적이다.

## 치료

### 생활 양식의 개선
치료에 앞서 생활 양식의 개선이 중요하다. 골다공증 환자는 단백질, 칼슘, 비타민 D를 균형있게 섭취해야 한다. 칼슘의 경우, 하루 1,000~1,500밀리그램을 섭취해야 하며, 비타민 D의 경우 하루 400 IU(결핍 위험이 높은 여성의 경우 800 IU/일)를 섭취해야 한다. 비타민 D의 경우 섭취도 중요하지만, 태양빛에 적절한 노출로 체내 합성을 늘리는 것이 좋다. 또한, 골다공증 환자의 골절을 예방하기 위해 넘어짐을 유발할 수 있는 여러 위험 요소를 미리 제거하고, 흡연과 과도한 음주를 삼가는 것이 좋다. 한편, 지속적인 운동은 골밀도 감소 방지에 도움이 된다. 골다공증에 좋은 음식으로는 칼슘이 풍부한 유제품, 견과류, 해조류, 등푸른 생선, 콩류 등이 있다.

### 약물 치료
생활 양식 개선으로도 골다공증 치료가 충분치 않을 경우에 약물 치료를 하게 되는데, 일반적으로 약물 치료에는 여성호르몬제, SERM, 비스포스포네이트, 부갑상선 호르몬 등을 사용하게 된다.

#### 여성호르몬제
과거, 여성호르몬제를 통한 치료는 폐경 후 골다공증의 예방과 치료에 가장 중요한 방법이었으나, 관상동맥질환, 유방암, 혈전증, 뇌졸중 등의 위험으로 인해, 이러한 위험이 없다고 평가되는 제한적인 경우에 폐경이 된 지 얼마 되지 않은 기간에 저용량으로 단기간만 사용될 수 있다.
여성호르몬제는 파골세포를 억제하여 뼈손실을 감소시키며, 장기간 투여시 골밀도가 증가하고 골절의 발생률이 50% 감소하는 것으로 알려져 있다.

#### SERM
선택적 에스트로겐 수용체 조절제(SERM, selective estrogen receptor modulator)는 여성호르몬과 달리 조직 선택적으로 작용한다. 즉, 뼈에는 여성호르몬 효현제로 작용하는 반면, 심장, 자궁, 유방, 뇌에는 여성호르몬 길항제로 작용하여, 일반적인 여성호르몬제가 갖는 위험들을 제거한 약물이라 할 수 있다. 그러나, 혈관 운동성 증상, 심부 정맥 혈전증, 다리 경련, 우울증(뇌에도 여성호르몬 길항제로 작용하기 때문) 등의 부작용이 있다.

#### 비스포스포네이트
비스포스포네이트(bisphosphonate)는 지질 합성의 중간산물이자 파골세포의 신호전달 관여물질의 하나인 파네실다이포스페이트의 생성을 억제하여 파골세포의 기능을 감소시키는 약물로서 현재 골다공증 치료로 가장 많이 쓰이는 약물이다. 2년간 추적조사에서 척추 골절을 50%, 다발성 척추 골절을 90%, 고관절 골절을 50%까지 감소시키는 효과가 입증되었으며, 그 외 여러 부수 효과가 있다.

#### 부갑상선호르몬
부갑상선호르몬(parathyroid hormone, PTH)은 일반적으로 뼈 흡수를 촉진하는 호르몬으로 알려져 있지만, 간헐적으로 투여할 때에는 조골세포의 분화 증대와 세포사멸 억제효과가 뛰어나, 뼈의 미세구조를 개선시켜 뼈의 강도를 증대시키게 된다. 효과는 비스포스포네이트보다 더 좋은 것으로 알려져 있으며, 특히 척추뼈의 골절 위험을 감소시키는 것으로 알려져 있다. 부갑상선호르몬은 현재까지 쓰이는 골다공증 치료제 중에서 골형성을 유도하는 유일한 치료제이다.